# Mike Harrington
Mike Harrington (1964) è un programmatore e manager statunitense, cofondatore della società sviluppatrice di videogiochi Valve Software e programmatore principale del gioco Half-Life.
In precedenza uno sviluppatore di giochi alla Dynamix e sviluppatore del sistema operativo Windows NT di Microsoft, Harrington fondò Valve nel 1996 con Gabe Newell, un altro ex dipendente Microsoft. Lui e Newell fondarono privatamente Valve attraverso lo sviluppo di Half-Life. Half-Life è diventato un fenomeno dell'industria videoludica, vincendo oltre 50 Game of the Year Awards, ma è stato anche nominato il "Miglior Gioco per PC di tutti i tempi" dalla rivista PC Gamer.
Nel 15 gennaio 2000, dopo il successo di Half-Life, Harrington sciolse la sua collaborazione con Newell e lasciò Valve per prendere una lunga vacanza con la moglie, Monica.
Harrington ritornò nell'industria dei software nel 2006, quando ha cofondato Picnik con Darrin Massena, un amico di lunga data ed ex collega. Picnik è stato acquisito da Google nel marzo del 2010.